# 김상원 (1974년)
김상원(1974년 9월 7일 ~ )은 대한민국의 배우이다.

## 학력
- 서울신구초등학교 (졸업)
- 신사중학교 (졸업)
- 현대고등학교 (졸업)
- 명지대학교 사회교육원 연극영화과 (중퇴)
- 한양사이버대학교아동학과 (학사)
- 중앙대학교 예술대학원예술경영학과 (석사) (문화콘텐츠전공)

## 출연작

### 영화
- 2013년 《몽타주》 ... 블랙박스 차주 역
- 2008년 《똥파리》 ... 채무자 3 역
- 2003년 《오! 브라더스》 ... 관리부원 역
- 2003년 《황산벌》 ... 신라 병사 5 역
- 2002년 《후 아 유》 ... 샤샤 역
- 2001년 《수취인불명》 ... 놈 2 역
- 2000년 《하면 된다》 ... 대철 친구 1 역
- 2000년 《공포 택시》 ... 십대 남 1 역
- 2000년 《동감》 ... 인 친구 1 역
- 1999년 《간첩 리철진》 ... 남학생 역
- 1998년 《까》 ... 붉은천사 2 역
- 1997년 《삘구》 ... 쇼크파 역

### 방송
- 2014년 tvN 《미생》 - 원인터내셔널 영업1팀 엄과장 역
- 2014년 KBS2 《KBS 드라마 스페셜 - 내가 술을 마시는 이유》 ... 김과장, 팀원 1, 남자, 선생, 레스토랑 직원 역
- 2013년 KBS2 《내 딸 서영이》 ... 공 실장 역
- 2012년 MBC 《천사의 선택》 ... 이 팀장 역
- 2011년 SBS 《여인의 향기》 ... 라인투어 직원 역
- 2011년 KBS2 《KBS 드라마 스페셜 - 영덕 우먼스 씨름단》 ... 아나운서 역
- 2008년~2012년 EBS 《딩동댕 유치원》 ... 쏭아저씨 역
- 2010년 KBS 《국가가 부른다》 ... 웨이터 역
- 2010년 KBS2 《KBS 드라마 스페셜 - 위대한 계춘빈》 ... 기자 역
- 2009년 SBS 《텔레시네마 - 트라이앵글》 ... 점원 역
- 2007년 SBS 《왕과 나》 ... 신수근 역
- 2007년 KBS 《아이엠 샘》 ... 이산 친구 역
- 2006년 KBS2 《KBS 드라마시티 - 일주일》 ... 남기수 역
- 2006년 SBS 《눈꽃》 ... 닥터 송 역
- 2005년 KBS 《구름계단》 ... 승균 역
- 2004년~2005년 KBS 《불멸의 이순신》 ... 상남 역

### 공연
- 2013년 어린이뮤지컬 《왕왕왕예절박사와 드림머신》 ... 기획, 연출, 출연 - 왕박사역
- 2014년 어린이뮤지컬 《미갈루의 생일파티》 ... 기획, 연출, 출연 - 민서아빠역

## 수상 경력
- 2015년 제13회 김천국제가족연극제 대극장경연 - 우수연기상